# Александр (Яннирис)
Митрополи́т Алекса́ндр (греч. Μητροπολίτης Αλέξανδρος, в миру Гео́ргиос Янни́рис, греч. Γεώργιος Γιαννίρης; 15 мая 1960, Афины — 30 июня 2023, там же) — епископ Александрийской православной церкви, митрополит Нигерийский, ипертим и экзарх Гвинейского залива.

## Биография
В 1983 году окончил факультет сельского хозяйства Афинского университета.
Был принят в клир Александрийской Православной Церкви и 1 октября 1988 года рукоположён во диакона, а 2 октября — во иерея, после чего служил в Йоханнесбургской митрополии настоятелем патриаршего храма Бессребреников и секретарём митрополии.
В этот же период издавал двуязычный журнал «Православный подход» («Ορθόδοξη προσέγγιση», «Orthodox Approach») и отвечал за работу радиопрограмм митрополии. Кроме того являлся членом Южно-Африканского института византологии и ново-греческих исследований.
В 1994 году окончил факультет пастырского и социального богословия Богословской школы Университета Аристотеля в Салониках.
В апреле 1997 года был назначен директором Личного Патриаршего Кабинета.
23 сентября 1997 года избран правящим епископом новоучреждённой Нигерийской епархии.
24 ноября того же года состоялась его епископская хиротония, которую возглавил Папа и Патриарх Пётр VII.
27 октября 2004 года в связи с возведением Нигерийской кафедры в ранг митрополии стал митрополитом.
В 2019 году выступил в качестве сторонника признания Александрийским Патриархатом Православной Церкви Украины. В сентябре 2019 года опубликовал резкое письмо в адрес митрополита Илариона (Алфеева), которого взмутил факт служения епископа Мозамбикского Хризостома (Карагуниса) с иерархом ПЦУ Владимиром (Шлапаком): «Пусть лучше русский архиерей осознает, что у него нет вообще никакого права шельмовать, исправлять, раздавать советы, а еще «угрожать» эскалацией кризиса архиереям других географических широт. Что он хотел сказать? Что будет прервано общение с той церковью, которая, видите ли, посмела разойтись с мнением Русской церкви в вопросе Украины? Но скорее всего Волоколамский митрополит не осознает, что это станет бумерангом для Русской церкви, поскольку она окажется в полной изоляции».
Умер 30 июня 2023 года рано утром в клинике в Афинах от рака, с которым боролся на протяжении нескольких лет. Его похороны состоялись 1 июля 2023 года в монастыре святого Порфирия в Милеси, Аттика, Греция. 2 июля 2023 года генеральный викарий священник Джеймс Нваба объявил о проведении поминальной службы в связи с кончиной архиепископа в кафедральном соборе в Лагосе, Нигерия.